# Academia de Apărare Regală Maghiară Ludovika

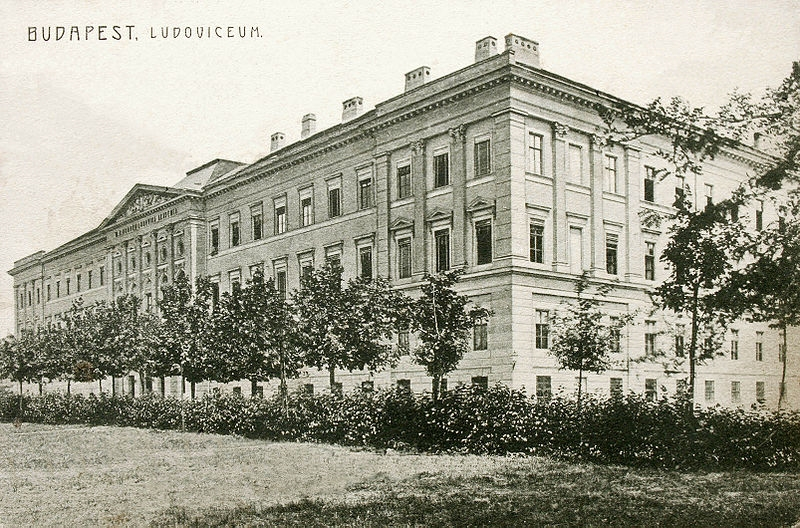
Academia Ludovika din Budapesta

Academia de Apărare Regală Maghiară Ludovika (în maghiară Magyar Királyi Honvéd Ludovika Akadémia, în latină Ludoviceum, în germană Ludovika-Akademie), a fost o școală de cadeți, iar din 1897 o academie militară din Pesta, Regatul Ungariei. 
Aici au studiat, între alții, scriitorii Liviu Rebreanu și Miroslav Krleža, premierul Béla Miklós, generalul Vilmos Nagy (drept între popoare) ș.a.